# Crossmaglen

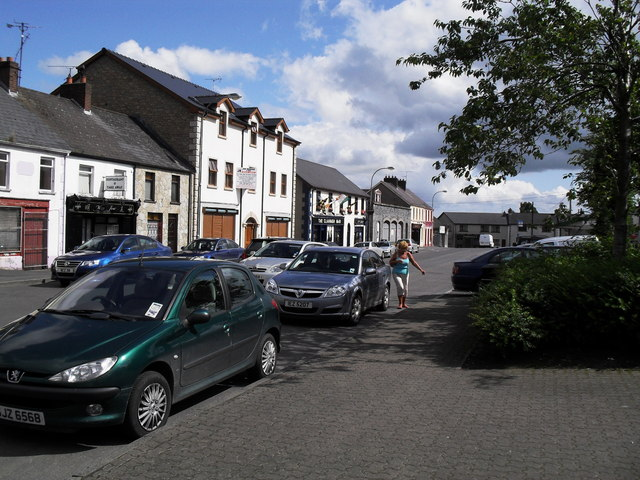
Cardinal O'Fiach Square i Crossmaglen.

Crossmaglen (iriska: Crois Mhic Lionnáin) är ett samhälle i distriktet Newry, Mourne and Down i grevskapet Armagh i Nordirland. Samhället ligger nära gränsen till Republiken Irland. En stor majoritet av Crossmaglens befolkning är katoliker och irländska nationalister. IRA är traditionellt starkt i området och det har skett ett flertal sammanstötningar med säkerhetsstyrkorna. Vid år 2001:s folkräkning bodde det totalt 1 459 invånare i Crossmaglen.

## The Troubles
Den brittiska arméns närvaro är oönskad av många av invånarna. Under the Troubles dödades minst 58 poliser och 124 soldater av Provisoriska IRA i södra Armagh, många i själva Crossmaglen.

## Utbildning
I Crossmaglen finns det fem skolor, fyra grundskolor och en high school. Grundskolorna är Anamar, Clonalig, St. Brigid's och St. Patrick's. Stadens high school är St. Joseph's High School.

## Demografi
Crossmaglen är klassad som en by enligt NIRSA. Vid folkräkningen den 29 april 2001 bodde 1 459 människor i Crossmaglen, av dessa var 27,0% under sexton år, 14,8% var över 60 år. 48,6% var män och de resterande 51,4% var kvinnor. 99% var från katolsk bakgrund och 0,8% ansåg sig vara protestanter. 6,5% av de invånarna mellan 16 och 74 var arbetslösa.

## Gaeliska sporter
Crossmaglen har ett gaeliskt fotbollslag, Crossmaglen Rangers, som vann All-Ireland Club Championship år 1997, 1999 och 2000. Tränaren och många spelare vann även år 2002 med provinslaget, Armaghs första vinst.